# La Paperera Catalana
La Paperera Catalana és una fàbrica del municipi d'Alcover (Alt Camp) inclosa en l'Inventari del Patrimoni Arquitectònic de Catalunya.

## Descripció
Fàbrica de paper, situada al costat del riu Francolí. Està formada per nombrosos cossos, que responen a una arquitectura industrial, naus cobertes a dues vessants, sostingudes per pilars de formigó, als quals s'adossen els tancaments exteriors que són de maó revocats i pintats de blanc. Les finestres són amples i junt amb les pilastres van formant un ritme compositiu clar i ordenat. L'estructura del magatzem construït el 1936 per C. Martinell està formada per pòrtics de formigó armat que varien de llum per anar-se adaptant al canal del riu Francolí. Els pilars s'eixamplen a manera de capitell en unir-se a les jàsseres. Enmig de la nau els pilars i les jàsseres apareixen doblegades degut a l'existència d'una junta de dilatació. Les finestres han estat tapades per a evitar corrents d'aire en cas d'incendi.

## Història
Originàriament era un molí de farina datat del s. XVIII, del qual es conserva una arcada en l'interior d'una de les naus que actualment s'utilitza com a magatzem. Posteriorment passaria a ser un molí paperer que amb el temps es va anar transformant en l'actual fàbrica. Entre les naus cal destacar l'existència d'un magatzem construït per Cèsar Martinell en 1936.